# Edward Hulewicz (album)
Edward Hulewicz – drugi, a zarazem ostatni longplay polskiego piosenkarza Edwarda Hulewicza, wydany w 1979 roku nakładem wydawnictwa muzycznego Pronit. Album zawiera 12 utworów wykonywanych przez wokalistę.
W 2001 roku wydano na płycie kompaktowej reedycję albumu, która ukazała się nakładem wytwórni płytowej Polskie Nagrania „Muza”.

## Lista utworów
Opracowano na podstawie materiału źródłowego.
Strona A
1. „Serdeczne życzenia” (muz. Adam Skorupka, sł. Janusz Odrowąż)
2. „A tu spokój wkrąg” (muz. Andrzej Seroczyński, sł. Janusz Dobrzyniec, Zbigniew Szczęsny)
3. „Za to wszystko co przed nami” (muz. Adam Skorupka, sł. Janusz Odrowąż)
4. „Wracam wciąż do ciebie” (muz. Tadeusz Prejzner, sł. Krzysztof Logan Tomaszewski)
5. „Klucze szczęścia” (muz. Adam Skorupka, sł. Jerzy Lewiński, Andrzej Zaniewski)
6. „Wysokie niebo” (muz. Andrzej Seroczyński, sł. Marta Bellan)

Strona B
1. „Ty potrafisz” (muz. E. Berg, sł. J. Szczepkowski)
2. „Zgubiłem się po drodze” (muz. E. Berg, sł. Zbigniew Stawecki])
3. „Oj, nie idzie to życie” (muz. Jerzy Milian, sł. Jacek Podkomorzy)
4. „Już kończy się noc” (muz. E. Berg, sł. Jacek Podkomorzy)
5. „Zakwitnie młodą różą” (muz. Jan Wierzyca, sł. J.J. Emir, Leon Sęk)
6. „Na ciebie czeka cały świat” (muz. Wojciech Kacperski, sł. J.J. Emir, Leon Sęk)